# Cormet de Roselend
De Cormet de Roselend is een bergpas gelegen in de Franse Alpen. De pas is genoemd naar het voormalige dorpje Roselend, wat in 1960 is opgeofferd om plaats te maken voor het stuwmeer. Het kerkje uit het dorp is destijds afgebroken en als herinnering herbouwd aan de oever van het stuwmeer. De bergpas is vooral bekend vanwege etappes in de Ronde van Frankrijk. De code volgens de Centel Cols is FR-73-1968. De Cormet de Roselend is opgenomen in de Route des Grandes Alpes, en is naast wielrenners ook zeer geliefd onder motorrijders.
De bergpas kent veel haarspeldbochten en levert daardoor voor wielrenners gevaar op tijdens de afdaling. Zo miste Johan Bruyneel in 1996 een bocht en belandde in een ravijn, waar hij snel weer uitklom en zijn weg vervolgde.
In de Ronde van Frankrijk van 2007 gingen Michael Rogers en David Arroyo tijdens de afdaling van de Cormet de Roselend onderuit. David Arroyo belandde in het ravijn, maar zijn val werd gebroken door struiken. Hij klom er snel uit en vervolgde de rit. Ook Michael Rogers zette de rit voort, maar gaf enkele kilometers verder alsnog op.
Op de top van de Cormet de Roselend kwamen in de Ronde van Frankrijk als eerste door:
- 1979:  Henk Lubberding
- 1984:  Francis Castaing
- 1987:  Mathieu Hermans
- 1992:  Claudio Chiappucci
- 1995:  Alex Zülle
- 1996:  Udo Bölts
- 2002:  Mario Aerts
- 2005:  Laurent Brochard
- 2007:  Michael Rasmussen
- 2009:  Franco Pellizotti
- 2018:  Warren Barguil
- 2020:  Marc Hirschi
- 2021:  Nairo Quintana
- 2023:  Giulio Ciccone
- 2025:  Lenny Martinez